# سيد محمد (مقاطعة فهرج)
سيد محمد (بالإنجليزية: Tolombeh-ye Seyyed Mohammad)‏ هي مستوطنة تقع في ناحية نغين كوير في إيران. يقدر عدد سكانها بـ 130 نسمة .